# チャールズ・ムーア (初代ドロヘダ侯爵)

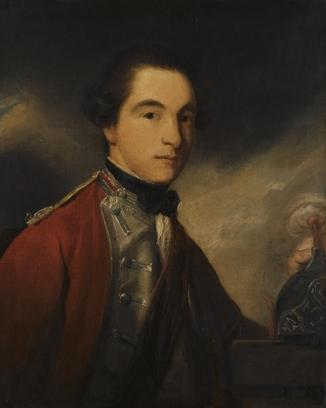
初代ドロヘダ侯爵

初代ドロヘダ侯爵チャールズ・ムーア（英語: Charles Moore, 1st Marquess of Drogheda KP PC (Ire)、1730年6月29日 – 1822年12月22日）は、アイルランド王国出身の貴族、政治家。1752年から1758年までムーア子爵の儀礼称号を使用した。アイルランド担当大臣、アイルランド兵站部総監、アイルランド郵政長官を歴任した。

## 生涯

### 出生
第5代ドロヘダ伯爵エドワード・ムーアとサラ・ポンソンビー（Sarah Ponsonby、1711年3月27日洗礼 – 1736年1月19日 ダブリン、初代ベスバラ伯爵ブラバゾン・ポンソンビーの娘）の息子として、1730年6月29日に生まれた。

### 軍歴
1744年にコルネットとしてイギリス陸軍に入隊、1746年のカロデンの戦いでは軍旗を持つ役割だった。1750年に大尉、1752年に少佐に昇進した後、1755年1月に名誉昇進して中佐になり、1759年12月7日に第18軽竜騎兵連隊副隊長に任命された。その後、1762年8月3日に隊長に昇進（以降1821年9月まで在任）、1770年8月30日に少将に、1777年8月29日に中将に、1793年10月12日に大将に昇進、1821年7月19日に陸軍元帥に昇進したが、実際の戦闘には参加しなかったという。

### 政界での経歴
1757年から1758年までセント・カニス選挙区の代表としてアイルランド庶民院議員を務め、1758年10月28日に父が死去するとドロヘダ伯爵位を継承、1759年10月16日にアイルランド貴族院議員に就任した。1759年1月12日から1822年に死去するまでミーズ県総督を務め、1760年8月29日にアイルランド枢密院の枢密顧問官に任命された。
1758年から1760年までフリーメイソンの一員としてアイルランド・グランドロッジのグランドマスターを務めた。
1764年から1765年までアイルランド担当大臣を、1764年から1770年までキンセール総督を、1766年から1767年までアイルランド総督代理を、1764年から1822年までキングス・カウンティ総督を、1766年から1822年までキングス・カウンティ首席治安判事を、1769年から1822年までクイーンズ・カウンティ首席治安判事を、1774年から1822年までクイーンズ・カウンティ統監を務めた。1770年から1797年までアイルランド兵站部総監を務めた。
1776年10月にホーシャム選挙区の補欠選挙でグレートブリテン庶民院議員に当選したが、1776年から1779年までの間に投票の記録がなく、この3年間のほとんどを海外で過ごしたとされる。1778年の手紙によると、海外滞在は体調の回復が目的だったという。その後、1780年に帰国して、同年3月に商務庁の廃止に賛成票を投じるなど与党側で行動したが、同年の総選挙に出馬せず議員を退任した。
1783年2月5日に聖パトリック騎士団が創設されると、同年3月11日に定員15名のうちの1人に選出された。
1791年7月5日、アイルランド貴族であるドロヘダ侯爵に叙され、1795年3月5日にドロヘダ侯爵としてアイルランド貴族院議員に就任した。1797年から1806年までアイルランド郵政長官の1人を務めた。アイルランド王国とグレートブリテン王国の合同を支持したため、1801年1月17日に連合王国貴族であるケント州におけるムーア・プレイスのムーア男爵に叙された。
1822年12月22日にダブリンのサックヴィル・ストリートで死去、1823年1月3日にドロヘダの聖ピーター教会に埋葬された。息子チャールズが爵位を継承した。

## 人物
演劇を好んだ。ギャンブルも嗜み、1763年にスパで銀行を破産させるほどの大勝利を収めた報じられたが、同時代の文人ギリー・ウィリアムズは1764年12月の手紙でドロヘダ伯爵にギャンブルのスキルはないと述べている。ホレス・ウォルポールによると、大酒飲みであった。

## 家族
1766年2月15日、アン・シーモア＝コンウェイ（Anne Seymour-Conway、1744年8月1日 – 1784年11月4日、初代ハートフォード侯爵フランシス・シーモア＝コンウェイの娘）と結婚、2男7女をもうけた。
- イザベラ（1787年没）[4]
- チャールズ（英語版）（1770年 – 1837年） - 第2代ドロヘダ侯爵[7]
- エリザベス・エミリー（1771年3月14日 – 1841年3月18日） - 1797年2月2日、第7代ウェストミーズ伯爵ジョージ・ニュージェント（英語版）と結婚、子供あり[7]
- メアリー（1842年2月22日没） - 1791年10月2日、アレクサンダー・ステュアート（英語版）（1746年 – 1831年、アレクサンダー・ステュアート（英語版）の息子）と結婚、子供あり[7]
- ヘンリー・シーモア（1825年8月没） - 1824年9月28日、メアリー・レティシア・パーネル（Mary Letitia Parnell、1881年5月6日没、初代コングルトン男爵ヘンリー・パーネル（英語版）の娘）と結婚、子供あり。3代侯爵ヘンリーの父[7]
- ガートルード - 生涯未婚[7]
- アリス（1789年没）[4]
- アン（1788年没）[4]
- フランシス（1833年10月5日没） - 1800年11月17日、ジョン・オームズビー・ヴァンデリア（英語版）（1828年没）と結婚、子供あり[7]